# Siphonophora atopa
Siphonophora atopa är en mångfotingart som beskrevs av Chamberlin 1920. Siphonophora atopa ingår i släktet Siphonophora och familjen Siphonophoridae. Inga underarter finns listade i Catalogue of Life.